# Route nationale 521
Die N521 war von 1933 bis 1973 eine französische Nationalstraße, die zwischen der N504 westlich von Ruffieux und Les Échelles verlief. Ihre Länge betrug 56 Kilometer. 1998 wurde die Trasse der N52 zwischen Crusnes und Havange auf eine neue Schnellstraße verlegt, von der ein Teil gleich als A30 in Betrieb ging und dadurch die alte Trasse als N521 ausnummeriert. 2001 erfolgte die Abstufung. Im gleichen Jahr entstand eine weitere N521 als Verbindung zwischen der N152 und Anschlussstelle 20 der A10 nordöstlich von Tours. Diese ist seit 2006 Teil der D801.

## N521a
Die N521A war von 1933 bis 1973 ein Seitenast der N521, der von dieser in Yenne abzweigte und nach Bourdeaux führte. Ihre Länge betrug 10 Kilometer. Die Straße führt durch den 1932 eröffneten Tunnel du Chat. 1978 wurde die Straße Teil der N504.

## N521b
Die N521B war von 1933 bis 1973 ein Seitenast der N521, der von dieser in Yenne abzweigte und zur N516 nordöstlich von Saint-Genix-sur-Guiers führte. Ihre Länge betrug 16,5 Kilometer. 1978 wurde sie auf die N504 und N516 aufgeteilt.

## N521c
Die N521C war von 1933 bis 1973 ein Seitenast der N521, der von dieser 8 Kilometer südlich von Yenne abzweigte und zur N521A 5 Kilometer östlich von Yenne führte. Ihre Länge betrug 8,5 Kilometer.

## N521d
Die N521D war von 1933 bis 1973 ein Seitenast der N521, der von dieser in Le Gué-des-Planches abzweigte und zum Hafen von Aiguebelette führte. Ihre Länge betrug 6 Kilometer.

## N521e
Die N521E war von 1933 bis 1973 ein Seitenast der N521, der von dieser in Le Gué-des-Planches abzweigte und nach Le Pont-de-Beauvoisin führte. Ihre Länge betrug 9 Kilometer.